# Matteo Segers
 (juin 2024).
 (juin 2024).
Si vous disposez d'ouvrages ou d'articles de référence ou si vous connaissez des sites web de qualité traitant du thème abordé ici, merci de compléter l'article en donnant les références utiles à sa vérifiabilité et en les liant à la section « Notes et références ».
Matteo Segers, né le 28 février 1975 à Ixelles, est un homme politique belge, membre d'Ecolo.
Il a une maîtrise artistique en scénographie et certification en pédagogie; acteur culturel.

## Fonctions politiques
- député au Parlement bruxellois, délégué à la Communauté française :
  - depuis le 9 janvier 2019

## Sources
- Sa fiche au parlement bruxellois
- Sa fiche au parlement de la CFWB